# Jean Vogt
Jean Vogt (Gross-Tinz, 17 de gener de 1823 - Eberswalde, 31 de juliol de 1888) fou un pianista i compositor alemany.
Deixeble de Wilhelm Bach i de Hesse, va recórrer quasi tota Alemanya donant concerts; el 1861 fou nomenat professor del Conservatori Stern, de Berlín; de 1871 a 1873 residia Nova York i, finalment, s'establí a Berlín. A part de diverses obres per a piano, va compondre l'oratori Lazarus.